# 白馬驛之禍
白馬驛之禍，又稱白馬之禍，是唐朝末期權臣朱温殺害唐朝官員的一次事件。

## 经过
天祐二年（905年7月5日），朱温把持朝政，将左僕射裴樞、新除靜海軍節度使獨孤損、右僕射崔遠、吏部尚書陸扆、工部尚書王溥、守太保致仕赵崇凝、兵部侍郎王贊等官员贬官外放，又在親信李振鼓動下，於滑州白馬驛（今河南省滑县境）一夕殺盡包括这些人在内的“衣冠清流”三十餘人，投屍於河，史稱「白馬驛之禍」。
李振在咸通、符年间屢次不第，由是痛恨門閥。後對朱溫說：“此輩自謂清流，宜投於黃河，永為濁流。”朱溫笑而從之。宰相柳璨依附朱全忠，也趁机鼓动诛杀有声望的朝官。

## 后果
朱温殺人如麻，对部下、战俘、士人均滥杀成性，其凶殘實為史上所罕见。終後梁一朝的謀士水平亦止於李振、敬翔等失意文人之流，以致於朱温生前無法徹底翦除李存勗及其他軍閥。北宋欧阳修在《新五代史·梁家人传》批評说：“梁之恶极矣！自其起盗贼，至于亡唐，其遗毒流于天下。天下豪杰，四面并起，孰不欲戡刃于胸。”
白馬驛之禍后，唐朝政府的势力基本被扫除。但因此次杀人太多，吓得士人不敢做官，朱温有悔意，归罪于柳璨，年末听信诬告以为柳璨与何太后图谋复兴唐室而杀死柳璨和何太后。两年以后（907年），朱温废唐哀帝自立为皇帝，改国号“梁”，史称后梁，唐朝正式灭亡。